# モービル・ユニット
モービル・ユニットとはイギリスのロックバンド、ローリング・ストーンズがかつて所有していた移動式の録音スタジオである。

## 概要
ローリング・ストーンズのメンバー達が録音場所を自由に選び、新鮮な気持ちでレコーディングするために作られた、大型トレーラーの内部に録音機材を装備したどこへでも移動可能な録音スタジオである。これにより決まった土地に縛られることなく、任意に録音場所を選べるようになり、ストーンズのみならず、レッド・ツェッペリン、ディープ・パープル、フリートウッド・マック、ボブ・マーリーなど著名なアーティストにも貸し出され、幾つかの名盤といわれるアルバムがこのスタジオで録音された。ディープ・パープルの代表曲である「スモーク・オン・ザ・ウォーター」の歌詞の一部にもこのスタジオが登場する-"To make records with a mobile"（モービルでレコードを作る為に）と"the Rolling truck Stones thing" (ローリングストーンズのトラックのやつ) の部分である。
管理はイアン・スチュワートが担当しており、スタジオが他のバンドなどに貸し出される際には同行していた。そのためスチュワートが貸出先バンドのセッションに参加することもあり、レッド・ツェッペリンの『ロックン・ロール』のように客演した音源が発表されたこともある。
スタジオの内部はマルチトラックレコーダー、録音現場の様子を映すビデオ・モニターなどが装備されている。当初は8トラックのレコーダーが装備されていたが、実際のレコーディングで使用されるようになるとトラック数が不足するようになり、16トラックに換装された。その後も24トラックレコーダーへのアップグレード、入力系統の増設、映像収録に対応した同期コンピュータなどと言った、機材の進歩に伴った改修が都度行われた。

また、移動式スタジオを架装するトラックのシャーシ本体も当初はBMC・レアードが使われていたが、その後、老朽化に伴いDAF・F1600ターボに更新されている。
一方、ディープ・パープルがアルバム「紫の肖像」をレコーディングする際、大きな車体ゆえに録音場所である古城の門を通ることが出来なくなるなどのトラブルにも見舞われている。
1985年には当時ローリング・ストーンズのメンバーであったビル・ワイマンがバンドから所有権を取得し、若手アーティストの活動支援の一環としてモービル・ユニットを無償で使用させ、デモテープ制作をサポートする「AIMSプロジェクト」を立ち上げる。この時に車体を同プロジェクトのスポンサー、ペルノ社のイメージカラーである青色にペイントしている。
その後、この移動式スタジオはローリング・ストーンズの元を離れるとともにアメリカに持ち込まれ、さまざまな用途に使われていたが、2001年にカナダ・カルガリーにある「ナショナル・ミュージック・センター」に買い取られ、2016年より展示施設である"スタジオ・ベル"で展示中である。

## モービル・ユニットで録音された主なアルバム
- ローリング・ストーンズ
  - スティッキー・フィンガーズ ( Sticky Fingers )
  - メイン・ストリートのならず者 ( Exile On Main Street )

- ザ・フー
  - フーズ・ネクスト ( Who's Next )

- レッド・ツェッペリン
  - レッド・ツェッペリン III ( Led Zeppelin III )
  - レッド・ツェッペリン IV ( Led Zeppelin IV )

- ディープ・パープル
  - マシン・ヘッド ( Machine Head )
  - 紫の肖像 ( Who Do We Think We Are )
  - 紫の炎 ( Burn )
  - メイド・イン・ヨーロッパ ( Made in Europe )

- ボブ・マーリー&ザ・ウェイラーズ
  - ライヴ! (Live! )

- ウィッシュボーン・アッシュ
  - ライブ・デイト（ LIVE DATES ）